# 纳吉·费伦茨
纳吉·费伦茨（匈牙利語：Nagy Ferenc，1903年10月8日—1979年6月12日），匈牙利政治家，1946年2月4日一1947年5月31日任匈牙利第二共和国总理。

## 生平

### 早年
出身农民。1930年初开始组织新的农民反对党，10月组成独立小农党，任总书记。1932年秋迁居布达佩斯，成为党内农民左翼领导人，1939年当选为议员。1941年秋倡议成立农民联合会，1941一1943年11月任农民联合会主席。1942年3月参加匈牙利历史纪念委员会。1945年2月到德布勒森，任临时国民议会代表。1945年11月一1946年2月任国民议会主席。1945年5一11月任政府重建部部长。1945年8月当选为独立小农党主席。
匈牙利全国解放后，临时政府实行了初步的民主改革。1945年11月3日，临时国民大会举行第一次大选，小农党获得了57％的选票。1946年2月1日，国民议会宣布废除帝制，成立匈牙利共和国，并选出蒂尔迪·佐尔坦为总统。随后由总统任命小农党领袖纳吉·费伦茨为总理。

### 担任总理
尽管蒂尔迪·佐尔坦和纳吉·费伦茨一再向苏联领导人表示，匈牙利“完全信赖苏联和斯大林”，“奉行亲俄的外交政策”，但苏联人并不掩饰对小农党的不满。苏联和匈牙利共产党的领导人把小农党看作共产党的对立面，“是一切反动势力的代表”。由于小农党内有部分人不满意苏联对匈牙利的占领和掠夺，而对英、美两国有好感，相信英、美会真正帮助匈牙利，苏联和匈牙利共产党的领导人便把小农党看作美国和英国的政治代表。以拉科西·马加什为首的亲苏派共产党领导人依靠苏联驻军、苏联掌握的盟国管制委员会和苏联政府代表的支持和帮助，使用各种手段，削弱小农党的力量和影响，排挤和清除政权内小农党的领导人。而到1946、1947年之后，随着盟国关系的逐渐破裂，两个对立阵营的形成，在斯大林的统一部署下，拉科西就加速打击、削弱、排斥政权中的同盟力量，1947年要用一切办法把持不同政见者从政权中排挤出去。 根据任匈牙利警察局长的共产党员彼得・加博尔的一项报告:“匈牙利的政治警察80%是共产党员。”苏联顾问“别尔金将军给我们很大的帮助”。“我们建立了相当密集的情报员网，在所有政党中都有我们的人。我们招募了其他政党的人士。招募工作主要靠的是我们掌握着可以使这些人名誉扫地的材料。”“政治警察对党有很大帮助。我们能够在党派之间举行会议之前了解到我们政敌的意图和打算，从而把一切及时报告共产党的领导人。我们组织了对电话的窃听。现在我们可以窃听到政府总理及各政党领导人的所有重要电话交谈并择其中重要的报告拉科西。”
在1945年11月的普选中，小农党取得巨大胜利，在议会中占有近60％的席位。在莫斯科的压力下，为了履行建立“联合政府”的承诺，小农党同意增加匈牙利共产党在内阁中的席位，而共产党以退出政府相威胁，取得了内务部长的职位。到1946年4月，利用小农党的分裂，共产党不仅控制了最高经济委员会、国防部等关键部门，而且还让更为好斗的拉伊克·拉斯洛接替过于书生气的纳吉·伊姆雷担任了内务部长。到了1946年10月，作为小农党的领袖，纳吉·费伦茨总理实际已被架空。两个月后，国防部和内务部在既未通知总理又不同他商量的情况下开始了大规模逮捕。 匈牙利共产党控制下的内务部1947年1月发出的公告说，以原匈牙利生命党领导人为首的“7人委员会”串通“匈牙利协会”，从1946年夏天开始活动，准备在1947年夏签署《对匈牙利和约》和苏军撤离时发动政变，建立投靠西方的、由小农党一党专政的政权。在随后几个月对这起“反共和国阴谋”案件的审讯中，大批小农党核心或骨干人物受到牵连，纳吉·费伦茨的密友、小农党总书记科瓦奇·贝拉也遭到指控，在1947年2月25日，被驻匈牙利的苏军以“阴谋反对占领军”的指控逮捕。 1947年1月在与苏联大使普希金的谈话中，费伦茨承认小农党议会党团中确实混有反动分子，但是“共产党人千方百计地夸大阴谋，试图利用自己在侦察机关的优势败坏小农党领导人的名声并引起该党的分裂。”“共产党正在没有任何根据地中伤和迫害独立小农党的某些成员。”费伦茨还向苏联人提出，为了给“联合政府的工作创造一个健康的基础”，“希望共产党也做出让步，准许我们小农党的成员进入警察系统和地方政权机关”。但匈共的矛头最后直指纳吉·费伦茨。在1947年4月29日对莫洛托夫的汇报中，拉科西谈到，“不仅纳吉·费伦茨总理是阴谋集团的领导人之一，很可能共和国总统蒂尔迪·佐尔坦也与该阴谋有牵连”。一个月后，拉科西便利用费伦茨出访瑞士之机，在突然召开的部长会议上提出对他的叛国指控，费伦茨被迫辞职。 纳吉·费伦茨本人在辞职信中否认承认参与过反共和国阴谋的活动。 在共产党的授意下，纳吉·费伦茨被小农党政治局开除党籍。

### 流亡美国
此后流亡美国，经营奶牛场。1951年起专门从事政治活动，在各种国际和匈牙利流亡组织中任职。是国际农民联盟创建者之一，1948一1964年任该组织副主席。参与建立匈牙利民族委员会的活动，并任其执行委员会委员。1956年匈牙利事件时，试图与国内重新成立的小农党领导机构建立联系。事件后，任斯特拉斯堡成立的匈牙利革命委员会执行委员会委员。1963年后逐步隐退，靠在大学讲课为生。后来支持匈美关系改善，1977年在美国参议院特别委员会表示支持归还匈牙利王冠。1979年6月12日因突发心脏病去世。

## 著作
著有政治回忆录《铁幕背后的斗争》（The Struggle behind the Iron Curtain），1948年由纽约的麦克米伦公司（Macmillan Company）出版。 该书的匈牙利文原稿和英文原译稿收藏于莱斯大学伍德森研究中心。